# Landkreis Hersfeld
Het Landkreis Hersfeld is een voormalig Landkreis in Hessen. Het heeft bestaan van 1821 tot 1972 (met een korte onderbreking van 1848-1850).
Vanaf 1 augustus 1972 is het district samen met het naburige Landkreis Rotenburg in het Landkreis Hersfeld-Rotenburg verenigd.

## Steden en gemeenten
De volgende steden en gemeenten maakten deel uit van het Landkreis (stand 1945):

### Steden
1. Hersfeld

### Gemeenten
1. Allendorf i./Wüste, later over als Ortsteil naar Kirchheim.
2. Allmershausen, later stadsdeel van Hersfeld.
3. Asbach, later stadsdeel van Hersfeld.
4. Aua
5. Ausbach
6. Beiershausen, 1 augustus 1972[1] gedeeltelijk als Ortsteil naar Kirchheim.
7. Bengendorf
8. Biedebach
9. Dinkelrode
10. Eitra
11. Friedewald
12. Friedlos
13. Frielingen, later over als Ortsteil naar Kirchheim.
14. Gersdorf, 1 augustus 1972[1] als Ortsteil naar Kirchheim.
15. Gershausen, later over als Ortsteil naar Kirchheim.
16. Gethsemane
17. Gittersdorf
18. Großmannsrode, later over als Ortsteil naar Kirchheim.
19. Harnrode
20. Hattenbach
21. Heddersdorf, 1 augustus 1972[1] als Ortsteil naar Kirchheim.
22. Heenes, later stadsdeel van Hersfeld.
23. Heimboldshausen
24. Herfa
25. Heringen
26. Hillartshausen, later over als Ortsteil naar Friedewald.
27. Hilmes
28. Hilperhausen
29. Holzheim
30. Kathus, later stadsdeel van Hersfeld.
31. Kemmerode, later over als Ortsteil naar Kirchheim.
32. Kerspenhausen
33. Kirchheim
34. Kleba, 1 augustus 1972[1] als Ortsteil naar Kirchheim.
35. Kleinensee
36. Kohlhausen, later stadsdeel van Hersfeld.
37. Konrode
38. Kruspis
39. Lampertsfeld
40. Landershausen
41. Lautenhausen, later over als Ortsteil naar Friedewald.
42. Leimbach
43. Lengers
44. Malkomes
45. Meckbach
46. Mecklar
47. Mengshausen
48. Motzfeld, 1 augustus 1972[1] als Ortsteil naar Friedewald.
49. Niederaula
50. Niederjossa
51. Obergeiß, 1 augustus 1972[1] als Ortsteil naar Neuenstein.
52. Oberhaun
53. Oberlengsfeld
54. Petersberg, later stadsdeel van Hersfeld.
55. Philippsthal a/W
56. Ransbach
57. Reckerode, 1 augustus 1972[1] als Ortsteil naar Kirchheim.
58. Reilos
59. Reimboldshausen, later over als Ortsteil naar Kirchheim.
60. Röhrigshof mit Nippe
61. Rohrbach
62. Roßbach
63. Rotensee
64. Rotterterode, later over als Ortsteil naar Kirchheim.
65. Schenklengsfeld
66. Schenksolz
67. Sieglos
68. Solms
69. Sorga, later stadsdeel van Hersfeld.
70. Stärklos
71. Tann
72. Untergeis
73. Unterhaun
74. Unterneurode
75. Unterweisenborn
76. Wehrshausen
77. Widdershausen
78. Willingshain, later over als Ortsteil naar Kirchheim.
79. Wippershain
80. Wölfershausen
81. Wüstfeld